# Quadrato termodinamico

Il quadrato termodinamico

Il quadrato termodinamico (o quadrato di Born) è un diagramma mnemonico utilizzato per facilitare la determinazione di relazioni termodinamiche. Gli angoli rappresentano variabili coniugate comuni mentre i lati rappresentano i potenziali termodinamici. Il posizionamento e il rapporto tra le variabili fornisce una chiave per richiamare alla mente le relazioni che costituiscono.
Un espediente mnemonico utilizzato dagli studenti anglofoni per ricordare le relazioni di Maxwell della termodinamica è "Good Physicists Have Studied Under Very Fine Teachers" che permette loro di ricordare l'ordine delle variabili all'interno del quadrato in senso orario; un'altra frase è "Valid Facts and Theoretical Understanding Generate Solutions to Hard Problems" le cui iniziali rappresentano sia le variabili che i potenziali, ordinati secondo il verso di scrittura da sinistra a destra. In entrambi i casi l'energia libera di Helmholtz è identificata dalla lettera F anziché dalla lettera A, come vorrebbero le convenzioni IUPAC.
Per ovviare a questo problema esiste anche la frase "Good Physicists Have Studied Under Very Ambitious Teachers".
In italiano può essere ricordato come: "Una Volta Facevo Tanti Giochi, Poi Ho Smesso"
Il quadrato termodinamico è anche chiamato "quadrato di Born" in quanto la sua creazione è stata attribuita al fisico Max Born.

## Uso
Il quadrato termodinamico è maggiormente utilizzato per calcolare la derivata di qualunque potenziale termodinamico di interesse. Si supponga, ad esempio, di voler calcolare la derivata dell'energia interna {\displaystyle U}. La procedura che dovrebbe essere presa in considerazione è la seguente:
- Individuare il potenziale termodinamico di interesse ({\displaystyle G}, {\displaystyle H}, {\displaystyle U} oppure {\displaystyle F}). Nel caso in esame sarà {\displaystyle U}.

- I due angoli opposti rispetto al potenziale di interesse rappresentano i coefficienti del risultato globale. Se il coefficiente si trova sul lato sinistro del quadrato, deve essere aggiunto un segno meno. Nel nostro caso il risultato intermedio sarà: {\displaystyle \mathrm {d} U=-p[{\text{Differenziale}}]+T[{\text{Differenziale}}]}.

- Nell'angolo opposto rispetto a ogni coefficiente si trova il differenziale associato. In questo caso, l'angolo opposto rispetto a {\displaystyle p} sarà {\displaystyle V} mentre l'opposto rispetto a {\displaystyle T} sarà {\displaystyle S}. Un altro risultato provvisorio  è: {\displaystyle \mathrm {d} U=-p\mathrm {d} V+T\mathrm {d} S} (la convenzione sui segni riguarda solo i coefficienti e non i differenziali).

- Infine, aggiungere sempre {\displaystyle \mu \mathrm {d} N}, dove {\displaystyle \mu \mathrm {d} N} rappresenta il potenziale chimico. Pertanto si avrà: {\displaystyle \mathrm {d} U=-p\mathrm {d} V+T\mathrm {d} S+\mu \mathrm {d} N}.

L'equazione di Gibbs-Duhem può essere derivata utilizzando questa tecnica. Si fa notare tuttavia che l'aggiunta finale del differenziale del potenziale chimico deve essere generalizzata.
Il quadrato termodinamico può essere utilizzato per trovare le relazioni di Maxwell. Guardando ai quattro angoli del quadrato e facendo un segno del tipo {\displaystyle \sqcup }, è possibile trovare {\displaystyle \left({\partial S \over \partial p}\right)_{T}=-\left({\partial V \over \partial T}\right)_{p}}. Ruotando il segno {\displaystyle \sqcup } (ad esempio di 90° in senso antiorario fino ad ottenere {\displaystyle \sqsupset } ), è possibile ottenere altre relazioni come {\displaystyle \left({\partial p \over \partial T}\right)_{V}=\left({\partial S \over \partial V}\right)_{T}}.
In conclusione, il potenziale al centro di ogni lato è una funzione naturale delle variabili agli angoli di quel lato. Così {\displaystyle G} è una funzione di {\displaystyle p} e {\displaystyle T} mentre {\displaystyle U} è una funzione naturale di {\displaystyle S} e {\displaystyle V}.